# Афанасий (Феохарус)
Епи́скоп Афана́сий (греч. Επίσκοπος Ἀθανάσιος; в миру Афанасиос Феоха́рус, греч. Ἀθανάσιος Θεοχάρους; род. 20 ноября 1943, Марафовунос) — архиерей Константинопольского Патриархата, митрополит Колонийский.

## Биография
Родился 20 ноября 1943 года в посёлке Марафовоунос на острове Кипр.
Окончил богословский институт Афинского университета.
6 августа 1969 года архиепископом Фиатирским Афинагором (Коккинакисом) рукоположен в сан диакона, а 10 августа 1969 года им же — в сан пресвитера.
С 1969 по 1972 год он служил священником в Святом храме Афанасия и Климента в Кембридже. 20 декабря 1976 года он был назначен настоятелем греческого православного собора Успения Пресвятой Богородицы в Северном Лондоне.
12 апреля 1997 года рукоположен в сан епископа Тропейского, викария Фиатирской архиепископия. Рукоположение возглавил архиепископ Фиатирский Григорий (Феохарус). По принятии епископства оставался секретарём архиепископии и ключарём Успенского собора.
14 января 2021 года решением Священного Синода Константинпольского патриархата был почтён титулом митрополита Колонийского.